# Letizia Triches
Letizia Triches (Roma, 20 settembre 1949) è una scrittrice e storica dell'arte italiana.

## Biografia
Letizia Triches è nata a Roma, dove vive e lavora. La sua è stata una formazione artistica. Allieva di Cesare Brandi all’Università di Roma La Sapienza, si è laureata nel 1972 in Lettere Moderne con specializzazione in Storia dell’arte.
Fino alla fine degli anni Novanta ha svolto la sua attività professionale in ambito storico-artistico. Oltre a insegnare Storia dell’arte nell’istruzione superiore di secondo grado ha curato cataloghi per importanti esposizioni di arte contemporanea e si è occupata del linguaggio visivo dei nuovi scenari dell’arte digitale.
Molti dei suoi interventi sono stati pubblicati in forma di racconto. A partire dal 2000, la sua produzione letteraria si orienta definitivamente verso il genere giallo. Il protagonista di quattro suoi libri, Giuliano Neri, è un restauratore che collabora con le forze dell’ordine.
Dopo aver insegnato per trent’anni nell’istruzione artistica Triches esordisce nella narrativa nel 2008 con il romanzo Verde napoletano, Pendragon editore, (finalista al premio Rhegium Julii; selezione Premio Scerbanenco 2009). Nel 2010, lo stesso editore pubblica il secondo romanzo Giallo in Trastevere. In entrambi i romanzi compaiono alcuni personaggi, come il commissario di polizia Chantal Chiusano e il critico d’arte Anand Pietracola, che torneranno nei libri successivi.
Sempre nel 2010 il racconto Pittore contro vince il Premio Chiara, sezione inediti, mentre un altro racconto, Tocco d’artista, vince la prima edizione del premio letterario “Le Streghe di Montecchio” (2012).
Nel 2014 pubblica per la casa editrice Newton Compton Il giallo di Ponte Vecchio. Il romanzo viene ristampato altre tre volte in un mese e, per lo stesso periodo, rimane nella top twenty della narrativa italiana.
Con Il giallo di Ponte Vecchio inizia la serie che ha per protagonista il restauratore Giuliano Neri. Seguono: Quel brutto delitto di Campo de’ Fiori (2015), I delitti della laguna (2016) e Giallo all’ombra del vulcano (2018).
Triches ha dichiarato più volte che uno degli aspetti più sorprendenti della storia dell’arte è dato dall’essere essa stessa una specie di giallo e che in ogni storico dell’arte si nasconde un detective in cerca di indizi. Quest’ultimo è il motivo che l’ha spinta a dedicarsi completamente alla narrativa giallo - noir.
La nuova serie, ambientata a Roma, prende il via con Delitto a Villa Fedora (2019). Segue, nel 2021, "Omicidio a regola d'arte" in cui si racconta il passato del commissario Chantal Chiusano mentre il terzo romanzo della serie è Delitti all’imbrunire (2022), ambientato a Roma.

## Opere

### Libri
- Verde napoletano, Pendragon, 2008
- Giallo in Trastevere, Pendragon, 2010
- Il giallo di Ponte Vecchio, Newton Compton, 2014
- Quel brutto delitto di Campo de’ Fiori, Newton Compton, 2015
- 4 brutti delitti da risolvere, Newton Compton, 2016
- I delitti della laguna, Newton Compton, 2016
- Giallo all’ombra del vulcano, Newton Compton, 2018
- Delitto a villa Fedora, Newton Compton, 2019
- Omicidio a regola d'arte, Newton Compton, 2021
- Delitti all’imbrunire, Newton Compton, 2022

### Racconti in antologia
- Pittore contro, all’interno della raccolta “Racconti”, Macchione, 2010
- Tocco d’artista, all’interno della raccolta “Streghe d’Italia”, Fefé, 2012
- Guardami morire, all’interno della raccolta “Delitti di Capodanno”, Newton Compton, 2014
- A fior di pelle, all’interno della raccolta “Sette delitti sotto la neve”, Newton Compton, 2015
- La borsa verde, “Dizionario letterario della moda”, Repubblica.it, 9/06/2022

### Saggistica
- Antonio Corpora dal 1930 ad oggi, La Gazzetta delle Arti, a.XX, 1988
- Cento opere sul mare a Castel dell’Ovo, La Gazzetta delle Arti, a.XX, 1988
- Contemporary Art in Italy, Italian Journal (The Magazine Bringing Italian Cultural Realities to U.S.). Italian Academy Foundation, New York, 1990
- Nel segno dell’arte, saggio per la rivista “Prometeo”, n.45, A. Mondadori, 1994
- Siliquae. La leggerezza delle icone. Ferdinando Ambrosino, “Cahiers d’art”, nuova edizione diretta da Carmine Benincasa, n.4, 1994
- La lanterna magica, testo per il catalogo della Mostra internazionale di pittura digitale, “Digipainting ‘97”, Palazzo delle Fontane all’EUR, Roma 1997
- La pittura in rete, saggio per la rivista “Prometeo”, n.62, A. Mondadori, 1998
- Roma, città virtuale, saggio per la rivista “Prometeo”, n. 67, A. Mondadori, 1999
- Berthe Morisot, Se l’universo degli Impressionisti è illuminato da una donna, in “La tela di Penelope, arte al femminile”, Bollettino n. 25 ANISA, Gangemi editore 206
- Pittori nella rete. I nuovi scenari dell’arte digitale, in “Esperienze del Contemporaneo”, Bollettino n. 30 ANISA, Gangemi editore, 2008
- Kandinsky e Improvvisazione n. 35, Rauschenberg e Galleria, in Quaderno ANISA, Gangemi editore, 2009

### Audiolibri
- Il giallo di Ponte Vecchio. Le indagini di Giuliano Neri 1, letto da Pietro Ragusa, Audible, 26/05/2017
- Quel brutto delitto di Campo de’ Fiori. Le indagini di Giuliano Neri 2, letto da Pietro Ragusa, Audible, 21/07/2017
- "Delitto a Villa Fedora". Le indagini del commissario Chiusano, letto da Viola Graziosi, Audible, 25/10/2020

### Premi
- Premio Scerbanenco 2009, finalista con Verde napoletano
- Premio Chiara, inediti, 2010, prima classificata ex aequo con Tris di quadri
- Premio "Le streghe di Montecchio", 2012, prima classificata con Tocco d’artista
- Premio “Ceresio in giallo”, 2022, seconda classificata con Omicidio a regola d’arte